# Baga (langue)
Pour les articles homonymes, voir Baga.
Le baga est une langue africaine rattachée à la branche sud des langues atlantiques au sein de la grande famille des langues nigéro-congolaises.
Le groupe baga est divisé en sept langues ou dialectes, dont la principale est le landoma. Certaines sont en voie de disparition, la plupart des locuteurs baga utilisant aussi le soussou, majoritaire dans la région.
En Guinée, les principales zones où le baga est parlé sont les alentours de Boké et de Kamsar.